# FFUSSBALL
FFUSSBALL – Das Magazin für den Mädchen- und Frauenfußball ist eine deutsche Fußballfachzeitschrift.
Das Magazin erscheint seit 2014 zweimonatlich. Der Schwerpunkt liegt auf dem Frauen- und Mädchenfußball.
2017 wurde das FFUSSBALL-Magazin erneut für den Deutschen Sportjournalistenpreis in der Kategorie „Sportfachzeitschrift des Jahres“ nominiert.